# نشانه آسبو-هانسن
نشانهٔ آسبو-هانسن (انگلیسی: Asboe-Hansen sign) یا نشانهٔ نیکولسکی غیرمستقیم یا نشانهٔ نیکولسکی ۲ به امتداد یافتن و گسترش یک تاولِ بزرگ به پوستِ سالمِ مجاور، هنگام وارد آوردنِ فشار به بالای آن اشاره دارد. این نشانه همراه با نشانهٔ نیکولسکی دیده می‌شود که هر دو برای ارزیابی شدت برخی بیماری‌های تاول‌زا مانند پمفیگوس ولگاریس و واکنش‌های جلدی شدید ناشی از عوارض دارویی استفاده می‌شوند.
این علامت به نام پزشک دانمارکی گوستاو آسبو-هانسن (۱۹۱۷–۱۹۸۹) نامگذاری شده است که نخستین بار آن را در سال ۱۹۶۰ توصیف کرد.
نشانهٔ آسبو-هانسن یک ابزار تشخیصی غیر مستقیم در نکرولیز اپیدرمی توکسیک در نظر گرفته می‌شود.